# Kutteln

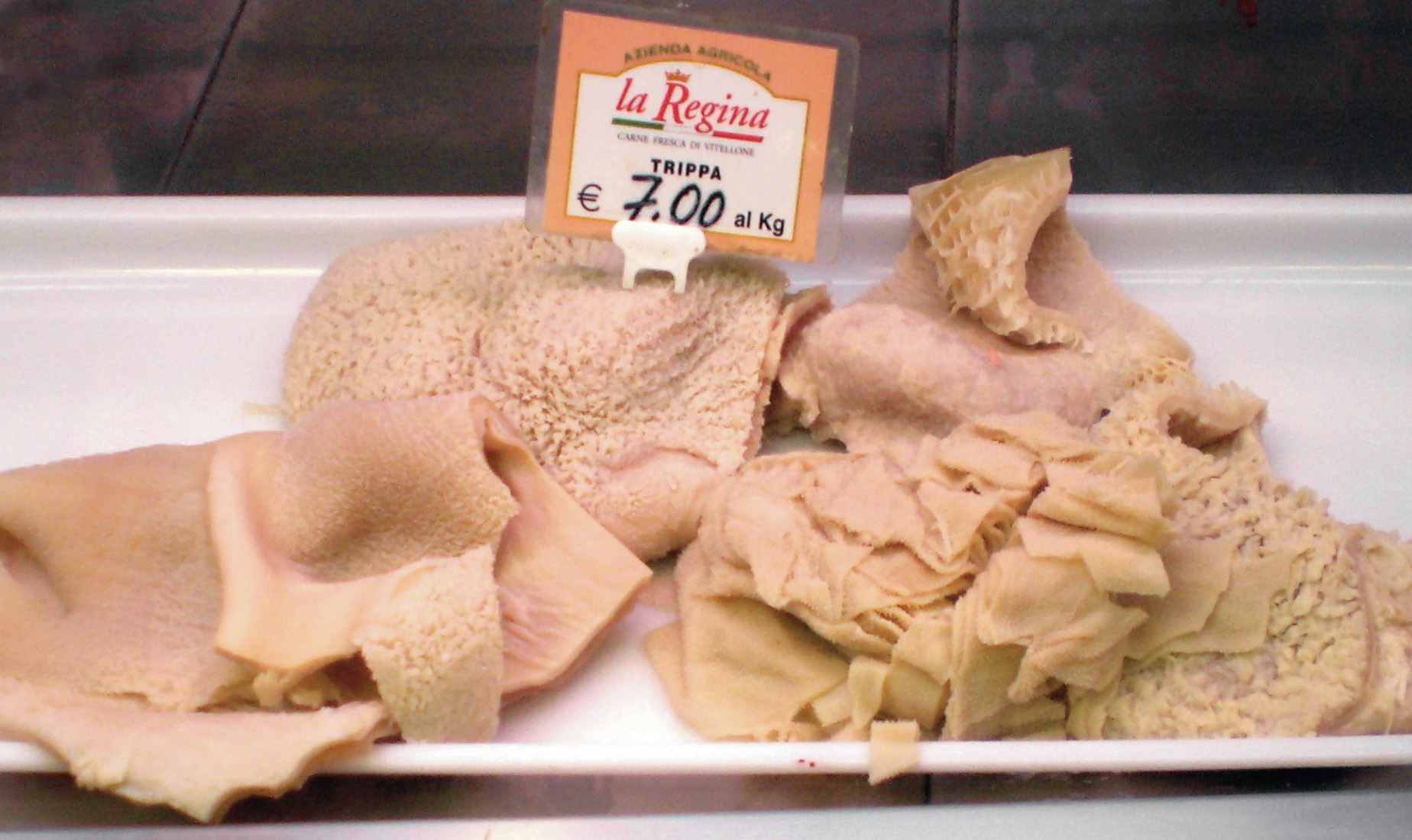
Vorgekochte Kutteln auf einem Markt in Italien. Pansen (links), Netzmagen (hinten rechts) und Blättermagen (vorne mittig).

Kutteln, Flecke oder Kaldaunen (in Baden Sulz, im Saarland Flauzen, in Sachsen auch Piepen, in Teilen Frankens Schnickerli genannt) sind die küchensprachlichen Bezeichnungen für den gewöhnlich in Streifen geschnittenen Pansen (manchmal auch das Euter) von Wiederkäuern. Sie gehören zu den Innereien. Neben Kutteln vom Hausschaf und vom schon selbst fressenden Rindskalb („Fresser“) werden vor allem Kutteln vom Hausrind verwendet.

## Verbreitung

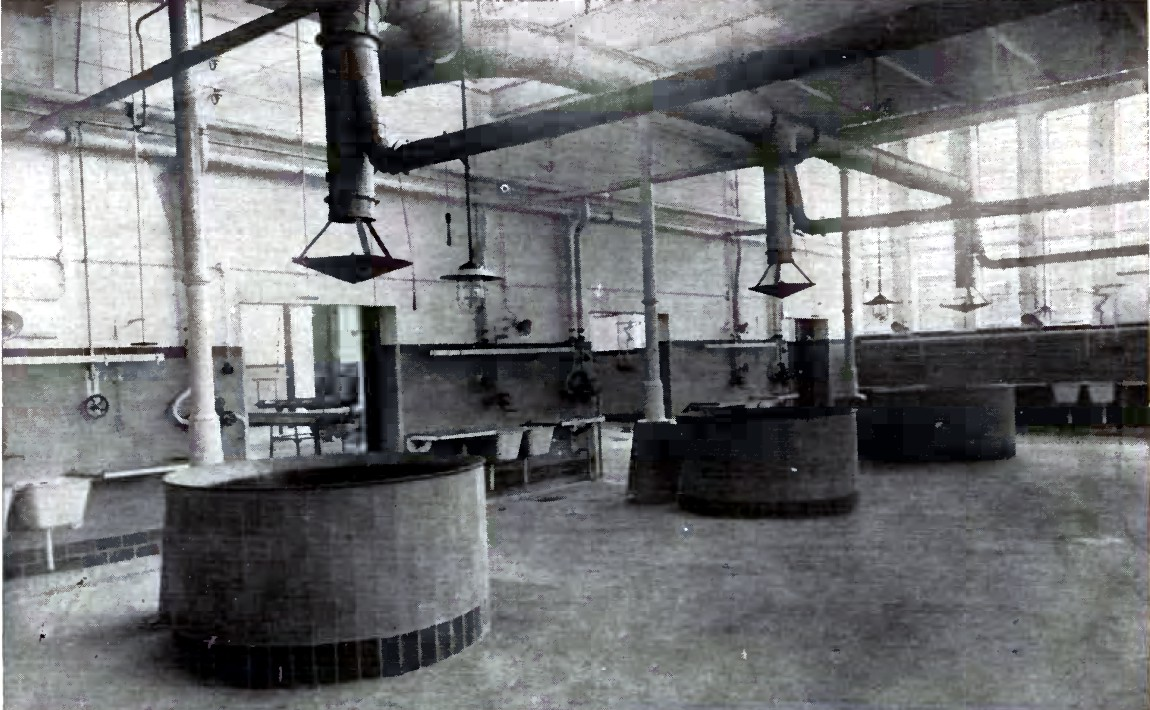
Kaldaunenwäscherei im Lübecker Seegrenzschlachthof (1929)

Kutteln werden in vielen Ländern gegessen, im deutschen Sprachraum überwiegend in Süddeutschland, Sachsen, Österreich und in der Schweiz. In Italien, Frankreich, Spanien, der Türkei und in Südosteuropa sind sie nach wie vor ein fester Bestandteil der kulinarischen Kultur, obwohl der Verzehr seit den 1980er Jahren zurückgegangen ist. Sie werden zu Ragouts, Eintöpfen und Suppen verarbeitet oder gebraten als Hauptgericht gegessen. In Portugal ist die Dobrada, ein Bohneneintopf mit Kutteln, ein beliebtes Gericht. In Rumänien und Moldawien zählt die Ciorbă de burtă zu den Nationalgerichten und ist ebenso wie Schkembe tschorba in Bulgarien eine beliebte Vorsuppe. Dazu werden dicke saure Sahne, Knoblauch und scharfe Peperoni gereicht. In Bulgarien werden die Kutteln auch als Hauptgang gegessen, gebraten in der Pfanne, auch mit Zunge zusammen gemischt. Diese Mischung erhält man ebenfalls in einer irdenen Portionsschüssel überbacken mit Käse. Es gibt eine Vielfalt der Gerichte. In Ungarn kocht man die Kutteln als Kuttelgulasch, teilweise mit Gehirn zusammen, und isst sie in der Kneipe als deftige Speise. In Polen wird Kuttelsuppe (flaki bzw. flaczki) auch zu Festen serviert. Kuttelsuppe mit Dill ist typisch für Böhmen, vergleichbar Riesengebirgssauersuppe oder Kulajda.

## Verarbeitung und Gerichte

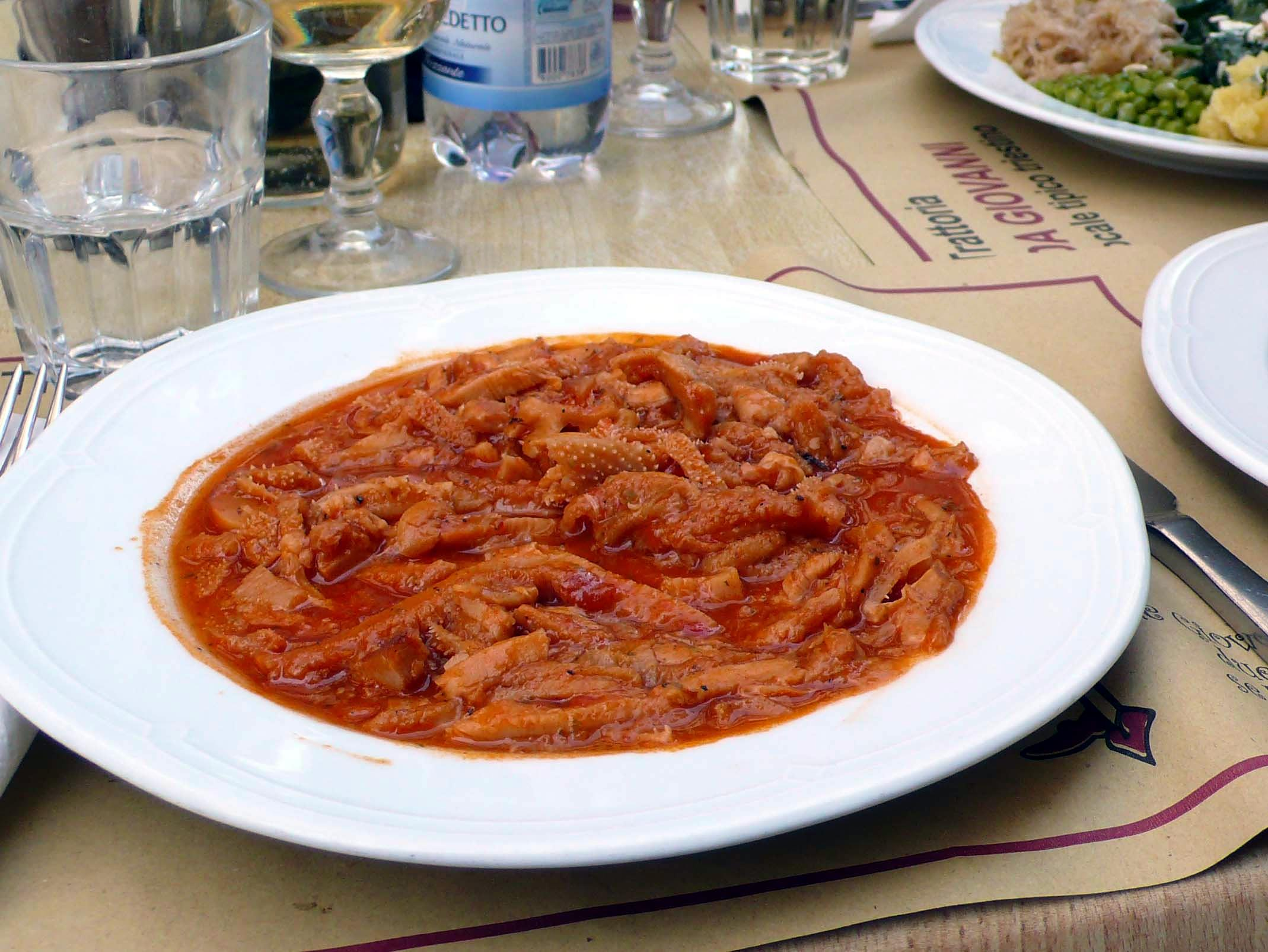
Kuttelgericht

Um sie genießbar zu machen, müssen Kutteln gründlich gereinigt, von anhaftendem Talg befreit, mehrere Stunden gewässert und schließlich etwa zehn Stunden in Salzwasser gegart werden. Die Kochzeit kann stark variieren und hängt vom Alter des Tieres ab. So vorbereitete Kutteln sind in Süddeutschland beim Metzger erhältlich und können nach Rezept weiterverarbeitet werden. Ungereinigte „grüne“ Kutteln geben ein gutes Hundefutter ab, haben aber für Menschen einen sehr ungewohnten Geruch nach Kuhstall.
Neben dem Pansen werden auch die anderen drei Mägen der Kuh zu Kutteln verarbeitet: Netzmagen, Blättermagen und Labmagen.
Bekannte Kuttelgerichte sind Saure Kutteln, Tripes à la mode de Caen, Tripas à moda do Porto, Trippa alla fiorentina, Lampredotto, Callos a la Madrileña, Morzello (Morzeddhu alla catanzarese) und Kuttelsuppe. Varianten von Kuttelsuppe gehören zu den Spezialitäten verschiedener Länder. Enthalten sind sie auch als einer von vier Bestandteilen im „Münchner Voressen“, einem Ragout aus Kalbsbries, Kalbs- und Schweinelunge sowie besagten Kutteln. In französischen Metzgereien sind auch Wurstzubereitungen mit Kutteln erhältlich (z. B. Andouillette).

## Etymologie
Das mittelhochdeutsche Wort kutel in der Bedeutung „Eingeweide von Tieren“ ist seit dem 13. Jahrhundert bezeugt, die weitere Herkunft ist jedoch unklar.
Die Bezeichnung „Kaldaunen“ hat ihren Ursprung im vulgärlateinischen calduna (‚noch warme Eingeweide‘), woraus über mittelhoch- und mittelniederdeutsch kaldune im Deutschen die Kaldaunen wurden. Als Kaldaunen bezeichnete man ursprünglich sämtliche essbaren Innereien von Schlachttieren, also nicht nur die eigentlichen Kutteln. Früher wurden arme Studenten, die von Wohltätigkeitsorganisationen kostenlose, aus billigen Zutaten hergestellte Mahlzeiten erhielten, abfällig als Kaldaunenschlucker bezeichnet.